# Yun Chi-ho

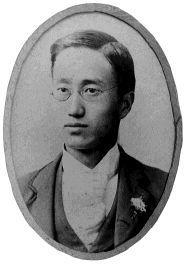
Yun Chi-ho w 1892

Yun Chi-ho (kor. 윤치호; hancha: 尹致昊, ur. 26 grudnia 1864, zm. 9 grudnia 1945) – koreański działacz niepodległościowy, pedagog, kaligraf, poeta oraz działacz społeczny.